# Нордијски музеј
Нордијски музеј (швед. Nordiska museet) је музеј који се налази на Дјургордену, острву у централном Стокхолму, у Шведској, посвећен културној историји и етнографији Шведске од раног модерног периода (у шведској историји се каже да почиње 1520) до савременог периода. Музеј је крајем 19. века основао Артур Хазелијус, који је основао и музеј на отвореном Скансен. Скансен је био дуго времена део музеја, све док институције нису постале независне једна од друге 1963. године.

## Историја
Музеј се првобитно (1873) звао Скандинавска етнографска збирка (Skandinavisk-etnografiska samlingen), од 1880. Нордијски музеј (Nordiska Museum, сада Nordiska museet). Када је Хазелијус основао музеј на отвореном Скансен 1891. године, то је био други такав музеј у свету.
За музеј, Хазелијус је купио или добио донације предмета  намештаја, одеће и играчака из целе Шведске и других нордијских земаља; истицао је сељачку културу, али су његови наследници све више почели да сакупљају предмете који одражавају и грађански и урбани стил живота. За Скансен је прикупио читаве зграде и фарме.
Иако пројекат у почетку није добио владина средства којима се надао, Хазелијус је добио широку подршку и донације и од 1898. године, Друштво за промоцију Нордијског музеја (Samfundet för Nordiska Museets främjande) имало је 4.525 чланова. Риксдаг је издвојио нешто новца за музеје 1891. и удвостручио износ 1900. године, годину дана пре него што је Хазелијус умро.

## Зграда
Садашња зграда, по пројекту Исака Густафа Класона, завршена је 1907. године након 19-годишњег процеса изградње. Првобитно је замишљено да буде национални споменик у коме се налази материјално наслеђе нације. Међутим, за Стокхолмску изложбу 1897. био је само напола завршен и никада није завршен у обиму који је првобитно планиран, три пута већи од актуелне величине. Свој стил преузима из данске ренесансне архитектуре под утицајем Холандије (тј. зграда као што је палата Фредериксборг), а не било каквих специфично шведских историјских модела. Језгро зграде заузима огромна главна сала (дужине 126 метара) која пролази кроз све спратове до крова и којом доминира огромна скулптура краља Густава Васе, шведског тзв. краља оснивача. За изградњу зидова коришћена је цигла и гранит, а за кров бетон.

## Збирке
Музеј има преко 1,5 милиона предмета у својим збиркама, укључујући зграде као што су фарма Јулита у Содерманланду, Свиндерсвик у Наки, палата Тиресе у Тиресеу и фарма капелана код Енћепинга. У архиви музеја налази се и обимна збирка докумената и око 6 милиона фотографија које датирају од 1840-их до данас. Музејска истраживачка библиотека садржи 3.800 метара полица литературе од 16. века па надаље.

## Галерија

### Екстеријер
- Скулптура на западном забату
- Торањ
- Купола
- Позлаћени украси
- Поглед са улице
- Поглед са југа

### Ентеријер
- Улаз са скулптуром Густава Васе
- Главна хала
- Кровна лантерна
- Изложба историје уређења столова